# Kategoryzacja
Kategoryzacja w psychologii proces poznawczy polegający na tym, że jeśli jednostka znając zestaw cech danej kategorii osób lub członków grupy społecznej, zauważy przynajmniej jedną z tych cech u członka tej kategorii, wówczas automatycznie przypisuje mu wszystkie inne cechy pochodzące z zestawu danej kategorii społecznej.
W naukach społecznych kategoryzacja jest częścią procesu badawczego, polega na ustalaniu kategorii odpowiedzi do zebranego metodami jakościowymi materiału empirycznego. Najczęściej dotyczy ona kategoryzowania odpowiedzi na pytania otwarte w badaniach prowadzonych w socjologii metodą wywiadu.
Zobacz też: stereotyp, typizacja